# Maamun al-Kuzbari
Maamun al-Kuzbari (3 de fevereiro de 1914 – 1 de agosto de 1998) (em árabe: مأمون الكزبري) foi um escritor, político e chefe de Estado interino sírio (29 de setembro - 20 de novembro de 1961) de uma família proeminente de Damasco.
Estudou direito internacional na Universidade de Lyon afiliada a Universidade de São José em Beirute e tornou-se um advogado em Damasco em 1943 e professor da Universidade de Damasco em 1948. Entrou para o parlamento como candidato independente em 1953, aliando-se com o homem forte dos militares Adib al-Shishakli. Foi eleito presidente do parlamento e presidente da Assembleia Constituinte. Shishakli também nomeou-o secretário-geral do Movimento de Libertação Árabe, veículo político de Shishakli.
Depois que Shishakli foi derrubado, Kuzbari em sua posição como presidente do parlamento, e de acordo com a Constituição, foi declarado presidente interino em uma sessão de emergência do parlamento em 25 de fevereiro de 1954. Ele conseguiu evitar um confronto militar entre os partidários e opositores de Shishakli dentro do exército sírio e convidou o ex-presidente Hashim al-Atassi, cuja administração foi interrompida pelo golpe de Shishakli em 1949, para voltar a Damasco, a fim de completar o seu mandato.
Participou das novas eleições e voltou ao parlamento em outubro daquele ano. Em fevereiro de 1955, foi nomeado ministro da Justiça sob o primeiro-ministro Sabri al Asali e em setembro do mesmo ano, se tornou ministro da educação sob o primeiro-ministro Said al-Ghazzi; mantendo o cargo até junho de 1956. Em maio de 1956, tornou-se presidente em exercício da Universidade de Damasco.
Em 1958, sob a presidência de Shukri al-Kuwatli, Kuzbari participou, como membro do governo, das negociações da unificação com o Egito, o que resultou na formação da República Árabe Unida. Al-Kuzbari ficou politicamente inativo durante a união, entretanto,  três anos mais tarde, ele aprovaria o golpe de Estado na Síria, que dissolveu a RAU. Um dos principais dirigentes desse golpe era primo de Kuzbari, Haydar al-Kuzbari; assim, os líderes do golpe pediram que Mamoun formasse o primeiro governo pós-RAU, que foi composto principalmente de tecnocratas e professores universitários. Assumiu, além de seu papel como primeiro-ministro, o Ministério da Defesa e de Relações Exteriores e atuou como presidente até sua renúncia, em novembro de 1961. Seu objetivo principal era restabelecer um governo democrático eleito por meio de uma eleição livre e democrática. A eleição parlamentar ocorreu em dezembro de 1961. Kuzbari foi eleito novamente como deputado no parlamento. Nazim al-Kudsi tornou-se presidente. Em 28 de março de 1962, tanto Kuzbari com Kudsi foram presos em uma tentativa de golpe por militares liderados por Abdul Karim al-Nehlawi, mas foram libertados quando este falhou.
Maamun al-Kuzbari representou a Síria na Conferência de Bandung do Movimento Não Alinhado em 1955 e em várias outras conferências internacionais.
Foi exilado após outro golpe em 8 de março de 1963 e estabeleceu-se por um curto período na França antes de se mudar para o Marrocos. Lecionou nas Universidades de Rabat, Casablanca e Marrakech.
Se mudou para o Líbano em 1996, quando a guerra civil do país terminou. Faleceu em Beirute em 1998 e foi enterrado em Damasco.